# Тоба Іван Іванович
Тоба Іва́н Іва́нович — майор Збройних сил України.

## Нагороди
За особисту мужність і героїзм, виявлені у захисті державного суверенітету та територіальної цілісності України, вірність військовій присязі, відзначений — нагороджений
- 27 червня 2015 року — орденом Данила Галицького